# Кингс Грант (Северна Каролина)
Кингс Грант (енгл. Kings Grant) насељено је место без административног статуса у америчкој савезној држави Северна Каролина.

## Демографија
По попису из 2010. године број становника је 8.113, што је 375 (4,8%) становника више него 2000. године.
| Група             | 2000.         | 2010.         |
| Белци             | 6.454 (83,4%) | 6.113 (75,3%) |
| Афроамериканци    | 949 (12,3%)   | 1.163 (14,3%) |
| Азијати           | 73 (0,9%)     | 88 (1,1%)     |
| Хиспаноамериканци | 134 (1,7%)    | 555 (6,8%)    |
| Укупно            | 7.738         | 8.113         |